# Schinderhannes-Radweg

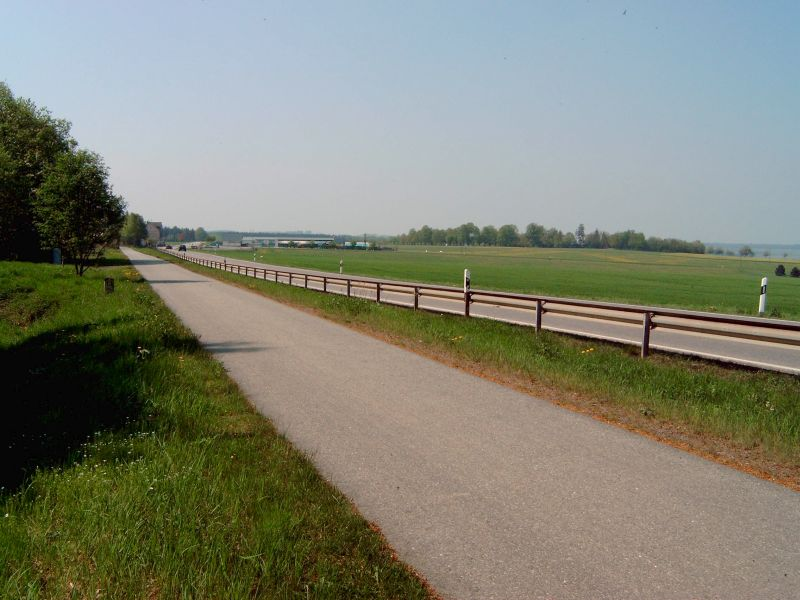
Radweg am Beller Bahnhof, hier parallel zur Hunsrückhöhenstraße

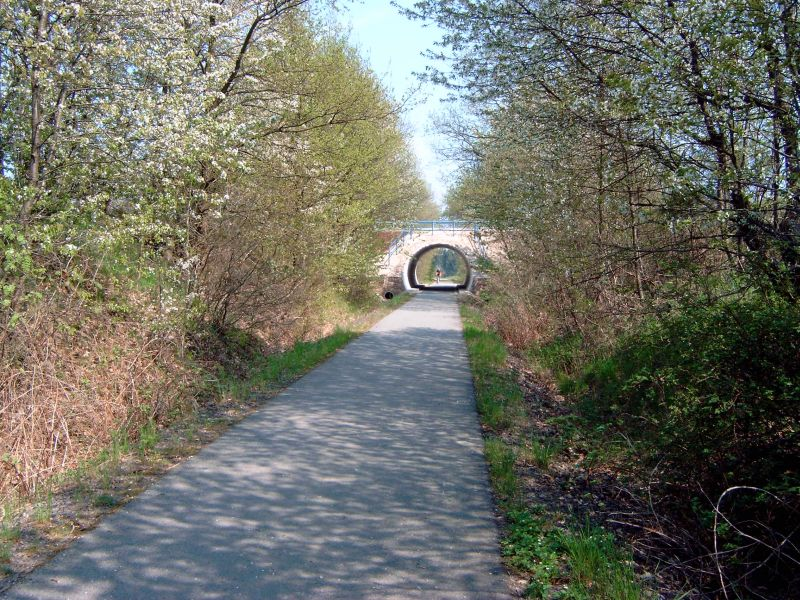
Neue Unterführung bei Hasselbach

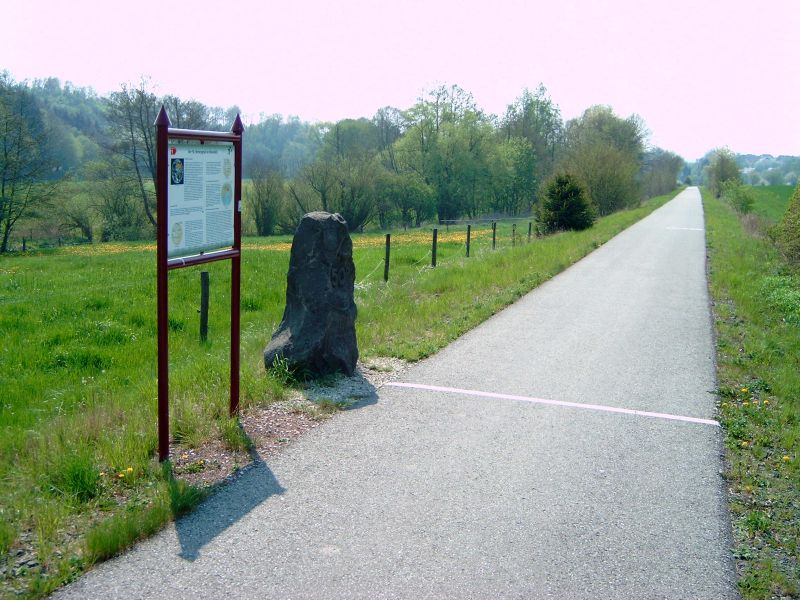
Der 50. Breitengrad quert den Radweg zwischen Külz und Keidelheim

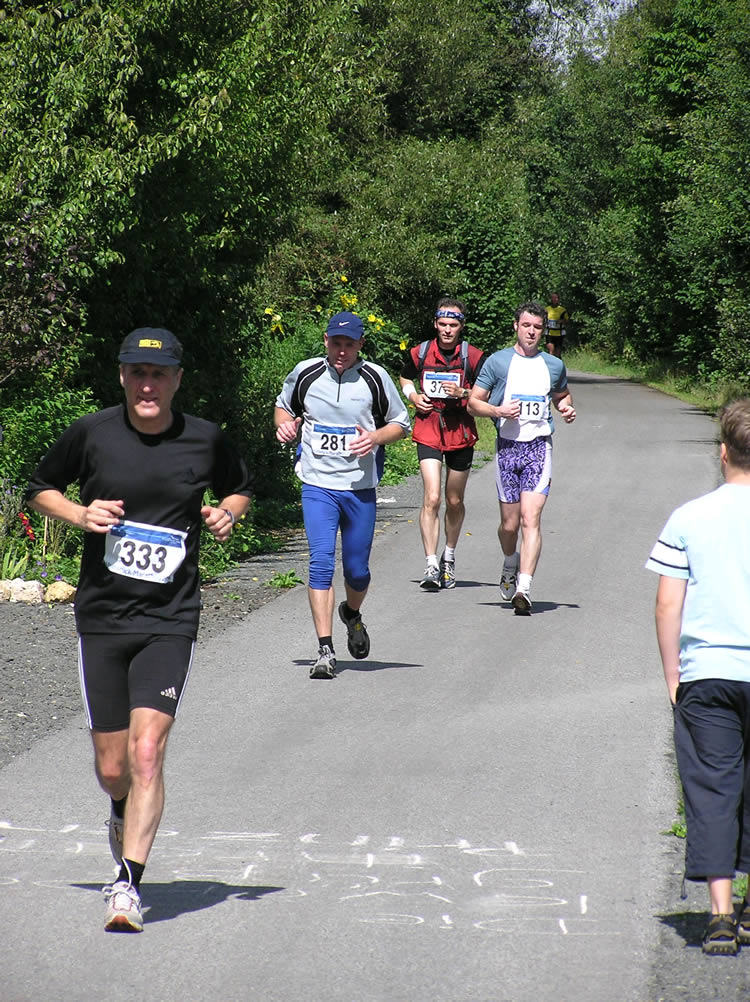
Marathonlauf zwischen Emmelshausen und Simmern/Hunsrück

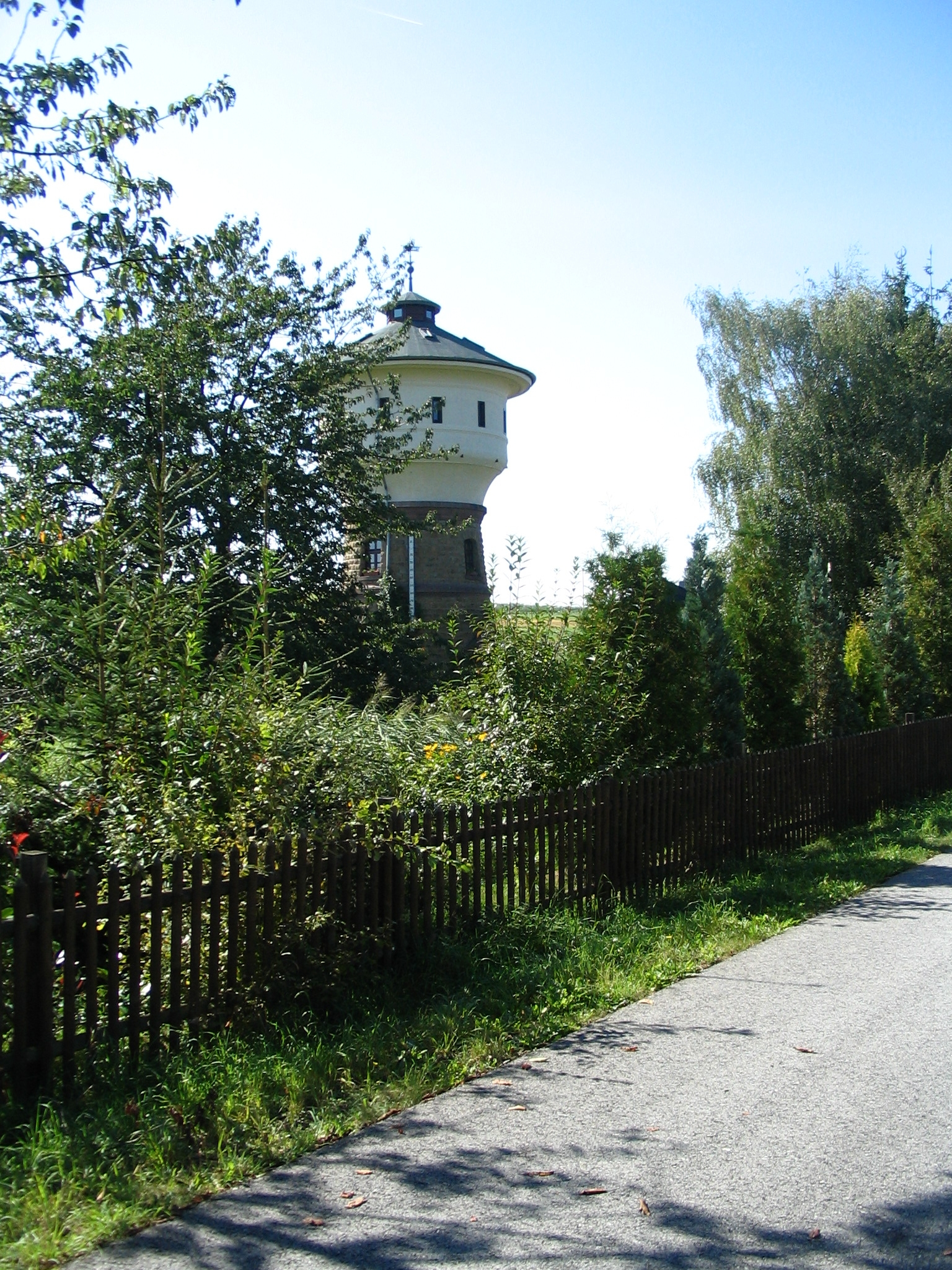
Historischer Wasserturm Pfalzfeld direkt am Radweg

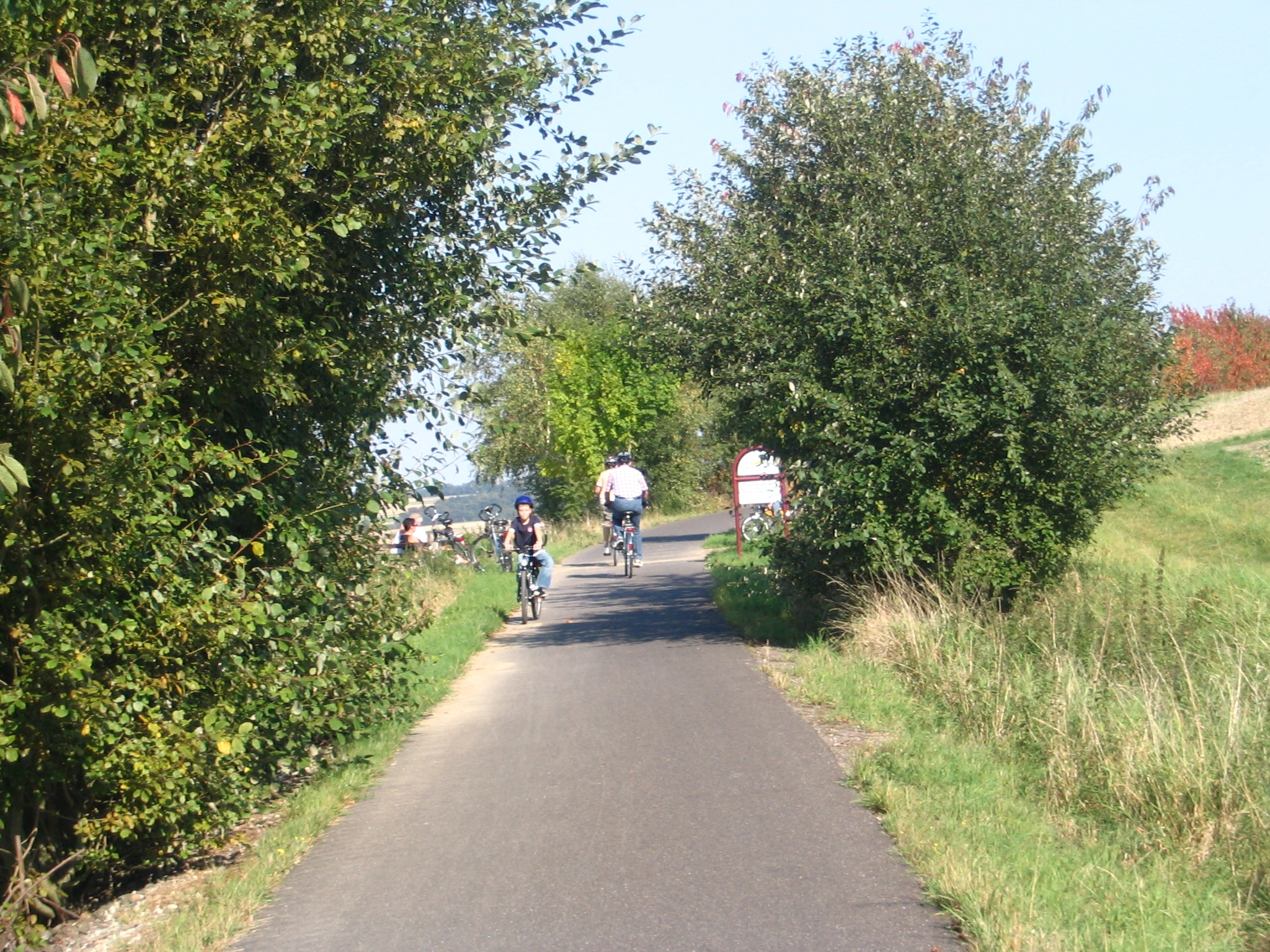
Radweg bei Hollnich

Der im Hunsrück gelegene Schinderhannes-Radweg ist 38 km lang und verläuft als Bahntrassenweg über die ehemalige Hunsrückbahn von Simmern über Kastellaun nach Emmelshausen. Benannt ist der Weg nach dem deutschen Räuber Johannes Bückler, auch Schinderhannes genannt, dessen Raubzüge sich vor allem im Hunsrück zugetragen haben.

## Allgemeines
Der Radweg wurde 1999 fertiggestellt und für Radfahrer, Skater und Spaziergänger freigegeben. Er ist vollständig asphaltiert und führt weitgehend eben über den Hunsrück nördlich von Simmern in Richtung der Rheinhöhen um Emmelshausen. Der Radweg ist in beide Richtungen durchgängig beschildert. Sein schwarz-weißes Logo zeigt stilisiert den namensgebenden mit einer Pistole bewaffneten Schinderhannes. Insgesamt ist zwischen Start- und Zielpunkt mit 174 Höhenmetern an Anstiegen und 289 Hm an Abstiegen zu rechnen.

## Streckenverlauf
Seinen Ausgang nimmt der Radweg in Emmelshausen. Von dort windet er sich in Schleifen über Leiningen, Norath und Pfalzfeld in Richtung Süden. Vorbei an Lingerhahn und der Dudenrother Schanze geht es nach Ebschied. Der Radweg durchquert den Gödenrother Wald nach Hollnich, dann den Kastellauner Wald, bevor er Kastellaun mit der gleichnamigen Burgruine erreicht. An Hasselbach vorbei über Alterkülz und Neuerkirch gelangt man nach Külz. Zwischen Külz und Keidelheim quert der Schinderhannes-Radweg den 50. Breitengrad. Abgesehen von dem etwa 1,5 km langen Anstieg hinter Kastellaun fällt der Weg bis nach Simmern kontinuierlich leicht talwärts. Auf seinem letzten Stück folgt er den Läufen von Külzbach und Simmerbach nach Simmern.

## Hinweistafeln
An zwölf Punkten entlang der Trasse sind Hinweistafeln aufgestellt, die Einblicke in die Geschichte und Besonderheiten der Region geben.
- Tafel 1: der 50. Breitengrad quert zwischen Külz und Keidelheim den Radweg
- Tafel 2: Grube Eid – Erzgrube zwischen Alterkülz und Neuerkirch am Külzbach
- Tafel 3: Meeressande bei Hasselbach
- Tafel 4: Tropischer Boden bei Lingerhahn
- Tafel 5: Manganerzbergwerk Ilse am Beller Bahnhof bei Bell
- Tafel 6: Eiszeitliche Bachterrasse am Simmerner Bergschlösschen
- Tafel 7: Historischer Mineralwasserbrunnen in Sauerbrunnen
- Tafel 8: Grabhügelgruppe in der Nähe der Hunsrückkaserne/Kastellaun
- Tafel 9: Beller Wagengrab neben dem Beller Bahnhof
- Tafel 10: Pfalzfelder Säule in Pfalzfeld
- Tafel 11: Villa Rustica zwischen Neuerkirch und Alterkülz
- Tafel 12: Dudenrother Schanze kurz vor Dudenroth

## Veranstaltungen
In den ersten Jahren des Bestehens wurden Raderlebnistage auf und an dem Radweg veranstaltet.
Die größte Veranstaltung auf dem Radweg ist der Hunsrück-Marathon zwischen Emmelshausen und Simmern mit ca. zweitausend Athleten. Diese Veranstaltung findet am letzten Sonntag im August statt. Gestartet wird in den Kategorien Laufsport, Staffellauf, Inlineskaten, Walking auf drei verschieden langen Strecken: Marathonlauf (Emmelshausen-Simmern), Halbmarathon (Kastellaun/Ebschied-Simmern), und „Fun“ (Neuerkirch-Simmern).

## Anschluss-Radwege
- Schinderhannes-Soonwald-Radweg
- Biebertaler-Rundweg
- Hunsrück-Mosel-Radweg
- Lahntal-Radweg
- Mosel-Radweg
- Rhein-Radweg
- Schinderhannes-Untermosel-Radweg
- Hunsrück-Radweg (Saarburg – Bacharach)